# غالية بنعلي
غالية بنعلي هي مغنية تونسيه لقبت بسفيرة الغناء العربي، تعيش في بلجيكا ولها العديد من الأغاني الخاصة بها وأغان أخرى من زمن الفن الجميل لكوكب الشرق أم كلثوم وآخرون والتي تغنيها بأسلوبها المميز وصوتها القوى والعذب. من أشهر ما قدمت من أغاني أغنية بنت الريح والتي وصفت بها نفسها في برنامج عز الشباب على قناة روتانا، دام دائماً، لو كان لي قلبان، يا مسافر وحدك، لاموني اللي غاروا مني والعديد من الأغاني الرائعة الأخرى، ولها العديد من الجولات الفنية العربية والاوروبيه .

## حياتها
ولدت غالية بن علي لعائلة فنية في بروكسل في العام .1968 وفي سن الثالثة انتقلت برفقة عائلتها للعيش في جنوب تونس. ومنذ نعومة أظفارها، عاشت غالية في عالم غني بالأنماط الموسيقية والشعرية المتنوعة، من الأغاني الفرنسية، والأعمال الموسيقية الهندية والمصرية، والأنغام السورية والعراقية، إلى الترتيل القرآني وأشعار أغاني أم كلثوم. تغني غالية بإحساس مفعم قوي وتعبير رائع، وبصوت يخترق أعماقك. وإضافة إلى نشاطها الغنائي، تنشط غالية في عالم الرقص، والتمثيل وفن النحت.
عادت غالية، بعد إنهائها لدراستها في تونس، إلى بروكسل في العام 1988 لدراسة فن الغرافيك في جامعة سانت لوكاس. لتقرر البقاء في بروكسل وتشارك جمهورها في خبرات طفولتها في بلدها تونس. وتمزج غالية في غنائها بين الفن التونسي والكثير من الثقافات العالمية الغنية، كطريقة لصقل مهاراتها ولتجد مكانها الخاص بين مختلف هذه الحضارات. وستقوم غالية في هذا العام بالغناء لأول مرة على مسرح أماديوس في بروكسل، ليتم دعوتها لجولة فنية في الأندلس والبرتغال، مما سيساهم في اكتشافها للغنى الذي تتميز به موسيقى الفلامنجو الإسبانية.

## حياتها الفنية
سجلت غالية ألبومها الأول هريسة البرية في العام 2000 مع فرقة تمنا. وفي العام 2001 قامت بتأسيس مشروع كيفاش أنت، وهو مشروع موسيقي يركز على الموسيقى العربية الراقصة منذ عشرينات القرن الماضي وحتى يومنا هذا.
وفي شتاء العام 2007 قامت بتسجيل ألبوم البلنا بناء على طلب من راديو بلجيكا الوطني كلارا، مع العازف الفلندني الشهير بيرت كورنيلز. وفي هذا الألبوم تمتزج الموسيقى العربية بالموسيقى التقليدية الهندية.
وفي سبتمبر/ أيلول من العام 2008 حصلت غالية على جائزة الموسيقى العالمية، والتي تمنحها المؤسسة البريطانية المستقلة نحن نسمع لأفضل أغنية موسيقية في العالم.
ولعبت غالية دور مريم في فيلم موسم الذكور للمنتجة التونسية مفيدة التلاتلي في العام .1999 كما لعبت في العام 2001 دور راقصة في فيلم سوينغ للمخرج توني جاتليف. وفي عام 2018 لعبت دورًا في فيلم (فتوى) للمخرج محمود بن محمود، وحازت عليه جائزة أفضل ممثلة في مهرجان Black Screens في الكاميرون.

## روابط خارجية
- غالية بنعلي على موقع IMDb (الإنجليزية)
- غالية بنعلي على موقع ميوزك برينز (الإنجليزية)
- غالية بنعلي على موقع ديسكوغز (الإنجليزية)
- غالية بنعلي على موقع قاعدة بيانات الفيلم (الإنجليزية)